# 王文刚
王文刚（1968年3月—），男，江苏徐州人，中华人民共和国外交官，曾任中华人民共和国驻佛罗伦萨总领事，现任中华人民共和国驻赤道几内亚共和国特命全权大使。

## 生平
王文刚毕业于北京外国语学院波兰语专业。1990年，进入中华人民共和国外交部工作，先后在外交部欧亚司、驻波兰大使馆、外交部欧洲司任职。2006年12月，出任驻塞尔维亚大使馆驻普里什蒂纳办公室主任。2010年9月，任外交部副司级干部。2011年1月，任外交部办公厅参赞。2011年11月，出任驻波兰大使馆参赞。2015年3月，任外交部欧洲司政工参赞。2017年3月，挂职福建省漳州市人民政府副市长，任期两年。2019年4月，结束挂职。2019年5月，出任中华人民共和国驻佛罗伦萨总领事。2023年12月，自驻佛罗伦萨总领事离任，出任中华人民共和国驻赤道几内亚大使。